# کفشک شیارچشم

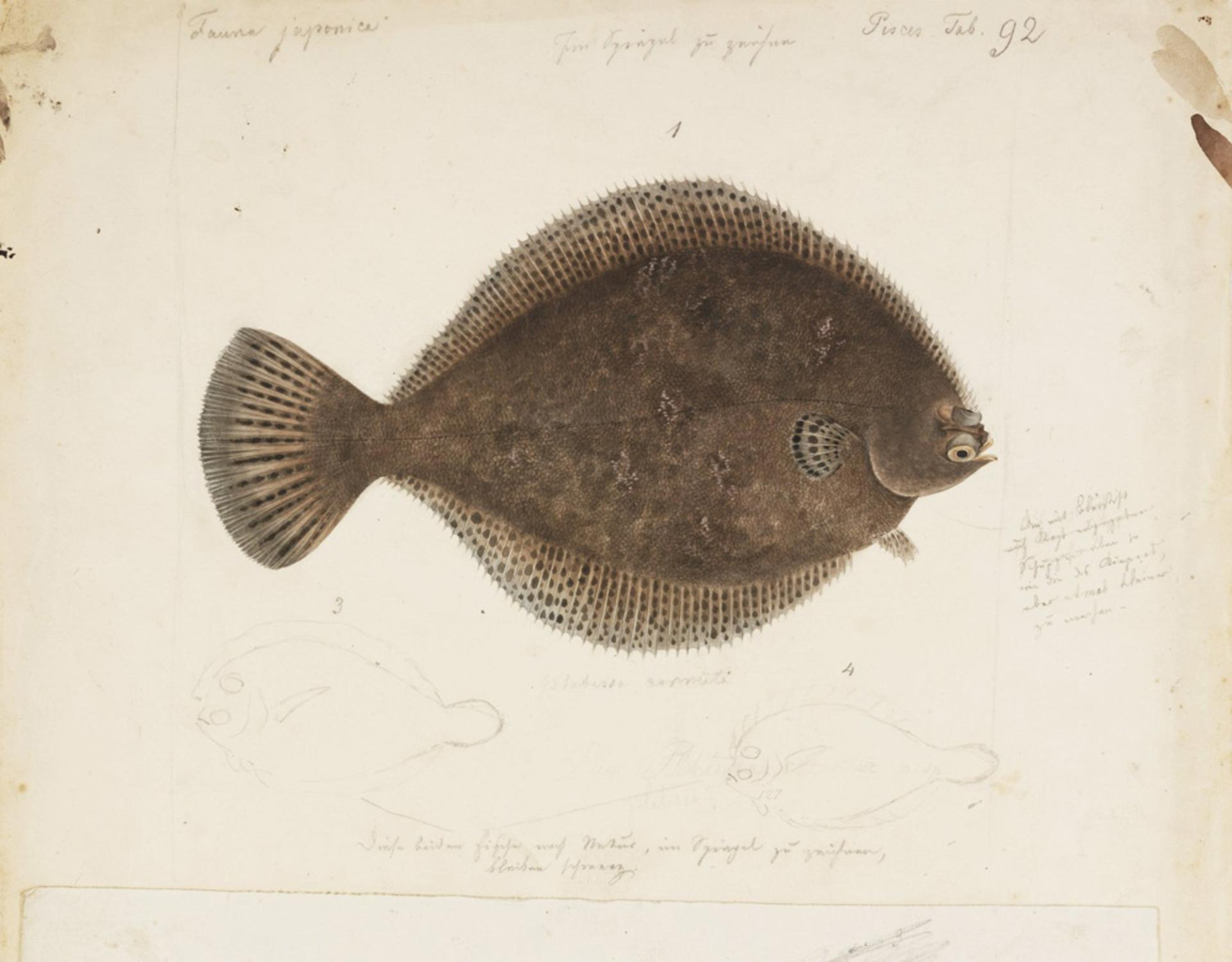
کفشک شیارچشم

کفشک شیارچشم (نام علمی: Pleuronichthys cornutus) نام یک گونه از زیرخانواده راست‌رویان است.